# Sekretarka (film)
Sekretarka – amerykańska komedia (określana także jako sadomasochistyczna) z 2002 roku na podstawie fragmentu opowiadania Bad Behavior Mary Gaitskill.

## Obsada
- James Spader – E. Edward Grey
- Maggie Gyllenhaal – Lee Holloway
- Jeremy Davies – Peter
- Lesley Ann Warren – Joan Holloway
- Lacey Kohl – Louisa

## Nagrody i nominacje
Złote Globy 2003
- Najlepsza aktorka w komedii/musicalu - Maggie Gyllenhaal (nominacja)

Nagroda Satelita 2003
- Najlepsza aktorka w komedii/musicalu - Maggie Gyllenhaal (nominacja)